# Primera División de baloncesto 1975-76
La temporada 1975-76 de la Liga Española de Baloncesto fue la vigésima edición de dicha competición. La formaron 12 equipos equipos, jugando en una primera fase todos contra todos a doble vuelta. Los seis primeros clasificados disputarían el título en una segunda fase a doble vuelta, valiendo la clasificación de la primera fase, mientras los seis últimos lucharían por evitar en descenso en las mismas condiciones, con dos plazas en juego. Comenzó el 21 de septiembre de 1975 y finalizó el 25 de abril de 1976. El campeón fue por decimoctava vez el Real Madrid CF.

## Equipos participantes
| Equipo           | Sede                    |
| ---------------- | ----------------------- |
| FC Barcelona     | Barcelona               |
| Real Madrid CF   | Madrid                  |
| CB L'Hospitalet  | Hospitalet de Llobregat |
| UDR Pineda       | Pineda de Mar           |
| Club Águilas     | Bilbao                  |
| Club Juventud    | Badalona                |
| Círculo Católico | Badalona                |
| CD Manresa       | Manresa                 |
| CB Estudiantes   | Madrid                  |
| RC Náutico       | Santa Cruz de Tenerife  |
| CB Breogán       | Lugo                    |
| CD Vasconia      | Vitoria                 |

## Primera fase
| Pos. | Equipo                  | Pts. | PJ | G  | E | P  | GF   | GC   | Dif. | Clasificación o descenso        |
| ---- | ----------------------- | ---- | -- | -- | - | -- | ---- | ---- | ---- | ------------------------------- |
| 1    | Real Madrid             | 60   | 22 | 20 | 0 | 2  | 2263 | 1616 | +647 | Clasificación por el campeonato |
| 2    | FC Barcelona            | 54   | 22 | 18 | 0 | 4  | 1890 | 1611 | +279 | Clasificación por el campeonato |
| 3    | Juventud Schweppes      | 45   | 22 | 15 | 0 | 7  | 1880 | 1655 | +225 | Clasificación por el campeonato |
| 4    | CB Estudiantes          | 36   | 22 | 12 | 0 | 10 | 1847 | 1746 | +101 | Clasificación por el campeonato |
| 5    | Círculo Católico        | 32   | 22 | 10 | 2 | 10 | 1824 | 1813 | +11  | Clasificación por el campeonato |
| 6    | CD Manresa              | 30   | 22 | 10 | 0 | 12 | 1763 | 1747 | +16  | Clasificación por el campeonato |
| 7    | CB L'Hospitalet         | 25   | 22 | 8  | 1 | 13 | 1646 | 1828 | −182 | Clasificación de descenso       |
| 8    | Pineda                  | 24   | 22 | 8  | 0 | 14 | 1753 | 1868 | −115 | Clasificación de descenso       |
| 9    | Vasconia                | 24   | 22 | 8  | 0 | 14 | 1677 | 1870 | −193 | Clasificación de descenso       |
| 10   | Club Baloncesto Breogán | 24   | 22 | 8  | 0 | 14 | 1722 | 2061 | −339 | Clasificación de descenso       |
| 11   | Club Águilas            | 21   | 22 | 7  | 0 | 15 | 1637 | 1971 | −334 | Clasificación de descenso       |
| 12   | RC Náutico              | 19   | 22 | 6  | 1 | 15 | 1852 | 1968 | −116 | Clasificación de descenso       |

 Fuente: Linguasport

## Segunda fase

### Grupo por el campeonato
| Pos. | Equipo             | Pts. | PJ | G  | E | P  | GF   | GC   | Dif. | Clasificación o descenso             |
| ---- | ------------------ | ---- | -- | -- | - | -- | ---- | ---- | ---- | ------------------------------------ |
| 1    | Real Madrid (C)    | 87   | 32 | 29 | 0 | 3  | 3276 | 2446 | +830 | Clasificado para la Copa de Europa   |
| 2    | FC Barcelona       | 69   | 32 | 23 | 0 | 9  | 2711 | 2446 | +265 |                                      |
| 3    | Juventud Schweppes | 60   | 32 | 20 | 0 | 12 | 2736 | 2522 | +214 | Clasificado para la Recopa de Europa |
| 4    | CB Estudiantes     | 51   | 32 | 17 | 0 | 15 | 2673 | 2538 | +135 |                                      |
| 5    | Círculo Católico   | 41   | 32 | 13 | 2 | 17 | 2626 | 2740 | −114 |                                      |
| 6    | CD Manresa         | 39   | 32 | 13 | 0 | 19 | 2582 | 2633 | −51  |                                      |

 Fuente: Linguasport
Notas:
1. ↑  Alegando falta de interés deportivo y económico, ninguno de los equipos del Grupo A clasificados para la Copa Korać de la siguiente temporada participará en esta competición europea.

| Campeón 1975–76 |
| --------------- |
| Real Madrid     |

### Grupo por el descenso
| Pos. | Equipo                  | Pts. | PJ | G  | E | P  | GF   | GC   | Dif.  | Clasificación o descenso |
| ---- | ----------------------- | ---- | -- | -- | - | -- | ---- | ---- | ----- | ------------------------ |
| 1    | CB L'Hospitalet         | 43   | 32 | 14 | 1 | 17 | 2499 | 2638 | −139  |                          |
| 2    | Vasconia                | 42   | 32 | 14 | 0 | 18 | 2537 | 2696 | −159  |                          |
| 3    | Pineda                  | 42   | 32 | 14 | 0 | 18 | 2625 | 2715 | −90   |                          |
| 4    | Club Baloncesto Breogán | 42   | 32 | 14 | 0 | 18 | 2604 | 2955 | −351  |                          |
| 5    | RC Náutico              | 31   | 32 | 10 | 1 | 21 | 1700 | 2789 | −1089 | Descenso                 |
| 6    | Club Águilas            | 27   | 32 | 9  | 0 | 23 | 2460 | 2911 | −451  | Descenso                 |

 Fuente: Linguasport

## Máximos anotadores
| Pos. | Nombre            | Equipo | Puntos | Partidos | PPP  |
| ---- | ----------------- | ------ | ------ | -------- | ---- |
| 1.   | Walter Szczerbiak | RMA    | 895    | 29       | 30.9 |
| 1.   | Bob Fullarton     | BRE    | 968    | 32       | 30.3 |
| 3.   | Ed Johnson        | MAN    | 958    | 32       | 29.9 |
| 4.   | Calvin Chapman    | VAS    | 716    | 28       | 25.6 |
| 5.   | Dave Elmer        | PIN    | 783    | 32       | 24.5 |
| 6.   | Bob Guyette       | BAR    | 771    | 32       | 24.1 |